# Alter Knabe
Alter Knabe ist eine ironische bis scherzhaft-liebevolle Bezeichnung für einen erwachsenen, eher älteren Mann.
In einigen Gegenden Deutschlands wurden speziell älter gewordene Junggesellen „alte Knaben“ genannt.
Von der Wortherkunft entspricht „alter Knabe“ der Bezeichnung „alte Jungfer“, hat aber nicht deren heute abwertenden Beigeschmack. Sprachlich ist es ein Oxymoron – eine Bildung aus zwei gegensätzlichen, sich widersprechenden Begriffen.

## Verwendung des Worts
- selbstironisch: „Ich alter Knabe … (schaff’ das nicht mehr).“
- als Begrüßung unter Männern: „Hallo, alter Knabe!“, „Happy Birthday, alter Knabe!“
- zur Charakterisierung, z. B. „Dieser fröhliche alte Knabe …“ oder „irgend so ein alter Knabe …“

## Zitate
- Wilhelm Busch in Abenteuer eines Junggesellen (1875): „Rotwein ist für alte Knaben / eine von den besten Gaben.“
- August Bebel sagte auf dem Parteitag der SPD 1907, im Falle eines Krieges im Osten sei er als „alter Knabe noch bereit, die Flinte auf den Buckel zu nehmen und in den Krieg gegen Russland zu ziehen.“[3]
- Rudolf Schermann (ein zeitgenössischer Kirchenkritiker) in seinem Lebenslauf: „Wer ist Pfarrer Rudolf Schermann? Ein junggebliebener alter Knabe. Das war natürlich nicht immer so.“

## Weitere Bedeutungen
- Vieux garçon (französ. „Alter Knabe“) ist der französische Name des Kartenspiels Schwarzer Peter.

## Belege
1. 1 2  Johann Georg Krünitz: Oeconomische Encyclopädie, Bd. 41, Berlin 1787, S. 132 s. v. Knabe. Online.
2. ↑  Johann Christoph Adelung:
Grammatisch-kritisches Wörterbuch der Hochdeutschen Mundart, Bd. 2, Leipzig 1793, Sp. 1648 s. v. Knabe. Online.
3. ↑  Protokoll über die Verhandlungen des Parteitages der Sozialdemokratischen Partei Deutschlands. Abgehalten zu Essen vom 15. bis 21. September 1907. Buchhandlung Vorwärts, Berlin 1907, S. 255.